# Nava (Asturies)
Pour les articles homonymes, voir Nava.
Nava est une commune (concejo aux Asturies) située dans la communauté autonome des Asturies en Espagne.
Depuis 1969, la fête annuelle du cidre s'y déroule, et elle possède également un musée consacré au cidre. 

## Géographie
La commune est délimitée par Sariego, Cabranes et Villaviciosa au nord, par Piloña et Laviana au sud, et par Bimenes et Siero à l'ouest.
La commune de Nava est composée de 6 paroisses civiles :
- Ceceda
- Cuenya
- El Remedio
- Nava
- Priandi
- Tresali

Nava est une commune où prédominent les prairies, qui occupent plus de la moitié de son territoire et sont liées à l'élevage. Un tiers de sa superficie est occupé par de grandes masses boisées. Les principales espèces sont le pin, l'eucalyptus, le frêne, l'if et le chêne.

## Histoire
Comme presque partout dans les Asturies, des découvertes datant du paléolithique confirment l'occupation précoce de la région. Les Romains y ont également maintenu plusieurs castells avec une infrastructure adéquate pour assurer la protection et la sécurité des mines d'or du nord de l'Espagne et de les approvisionner en logistique. D'importantes pièces de monnaie et de céramique confirment une occupation de plusieurs centaines d'années.
Pendant la guerre d'indépendance espagnole et les soulèvements carlistes, la commune a été confirmée dans ses frontières actuelles. Le plus important projet d'infrastructure de cette époque fut la construction de la ligne de chemin de fer Oviedo-Infiesto.

## Galerie

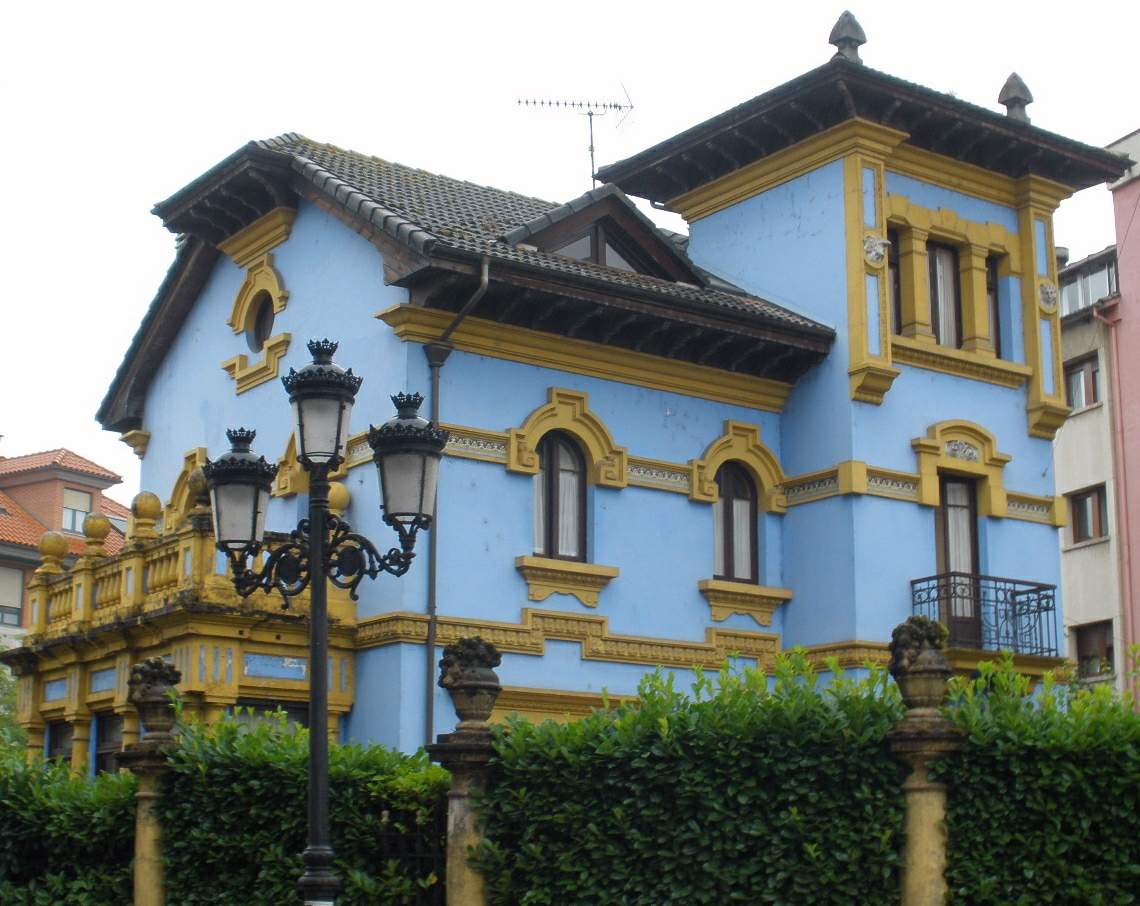
Maison à Nava.
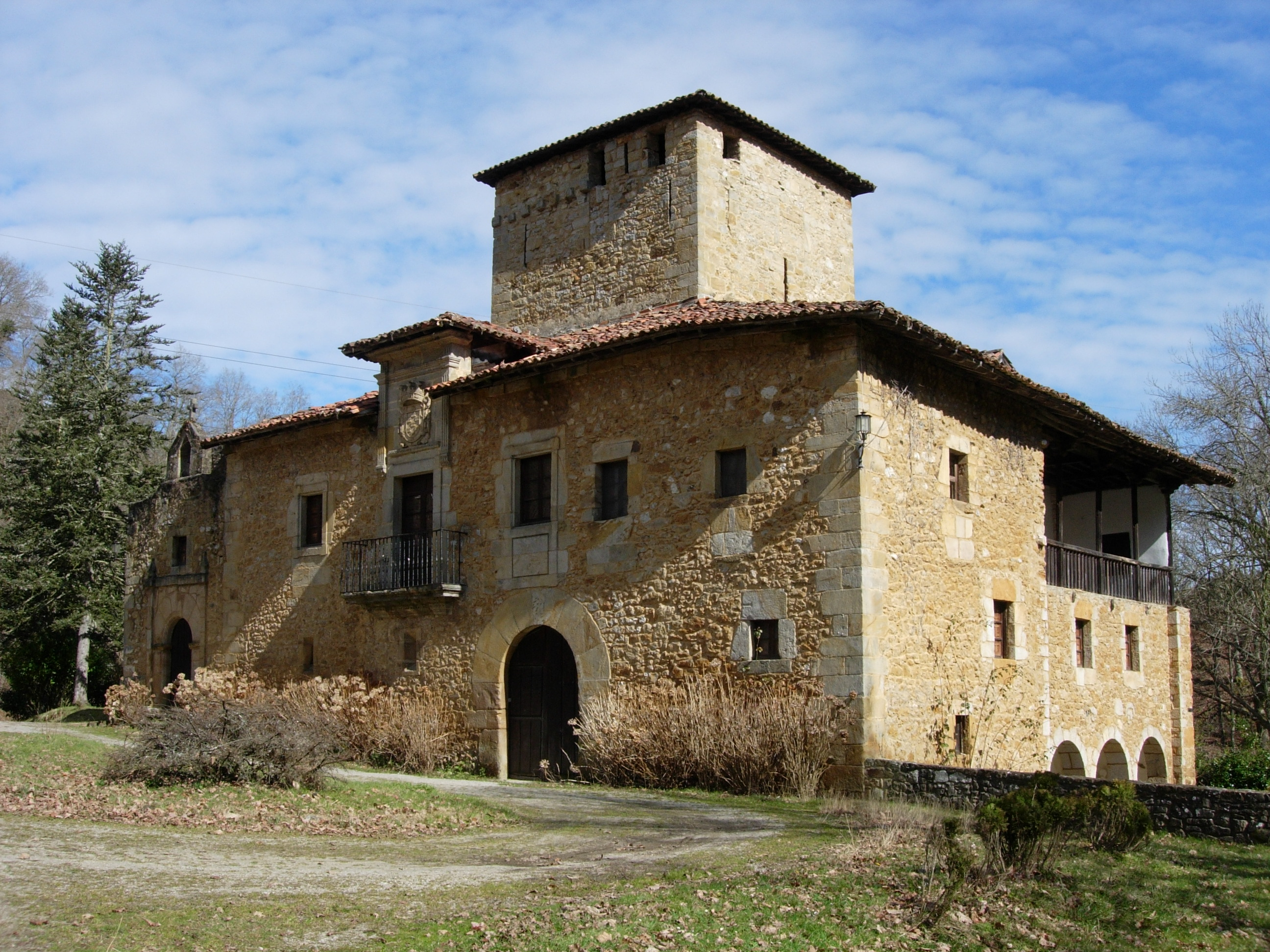
Palais rural de la Ferrería.
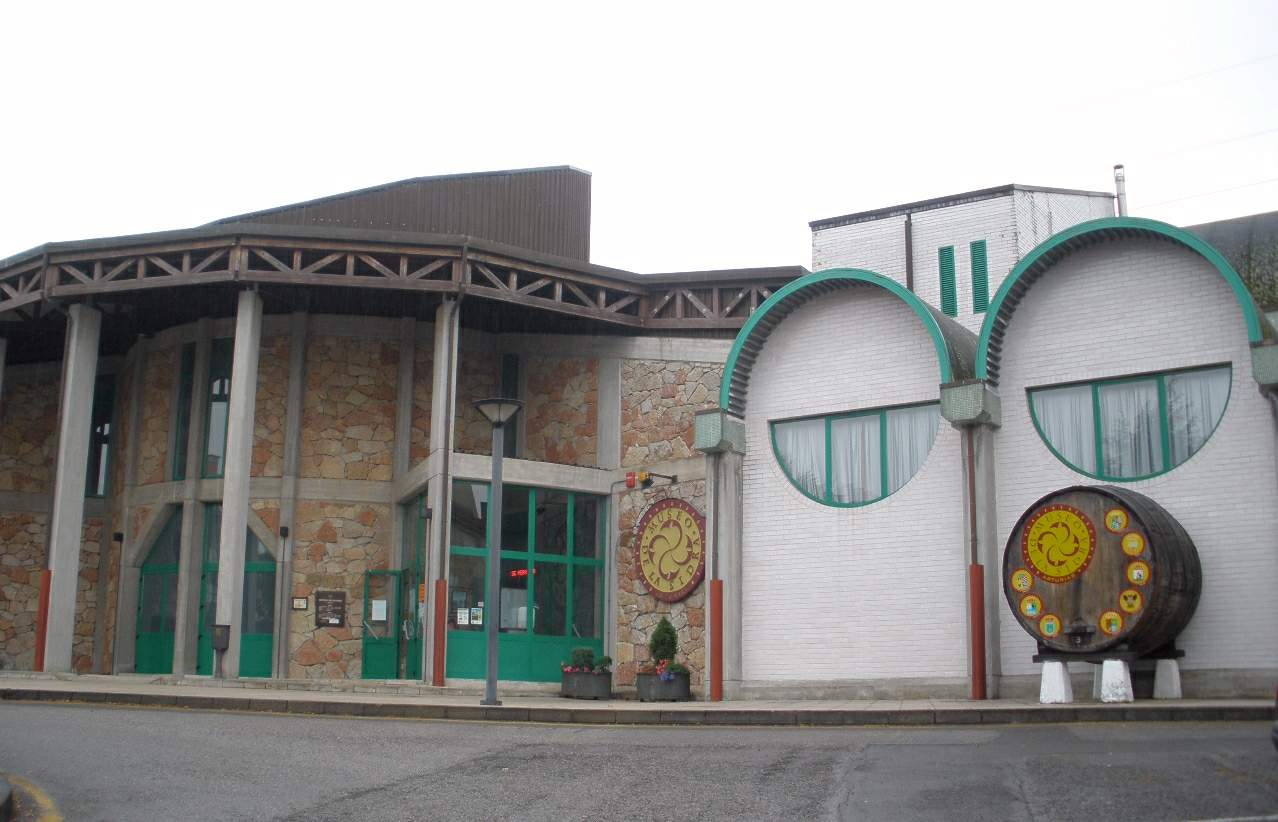
Musée du cidre.